# 巴克艾鎮區 (密西根州)
巴克艾鎮區（英語：Buckeye Township）是位於美國密歇根州格拉德溫縣的一個行政鎮區。

## 地方資料
巴克艾鎮區的面積為89.51平方千米，當中陸地面積為88.50平方千米，而水域面積為1.01平方千米。根據2020年美國人口普查的數據，當地共有人口1360人，而人口密度為每平方千米15.19人。